# Gabriel Bartoszewski
Gabriel Bartoszewski, właśc. Jan Bartoszewski (ur. 10 czerwca 1933 w Potworowie) – polski duchowny katolicki, kapucyn. Prowincjał prowincji warszawskiej Zakonu Braci Mniejszych Kapucynów, wicepostulator w wielu procesach beatyfikacyjnych w Kościele katolickim.

## Życiorys
Urodził się w wielodzietnej rodzinie rolniczej jako syn Józefa i Józefy z domu Jędrys. W latach 1947–1949 uczył się w Gimnazjum w Nowym Mieście nad Pilicą. W wieku 16 lat, 15 lipca 1949 w tamtejszym klasztorze kapucynów rozpoczął zakonny nowicjat. Pierwsze śluby złożył 16 lipca 1950, a profesję wieczystą 15 sierpnia 1954. W latach 1952–1957 odbył studia filozoficzno-teologiczne w Wyższym Seminarium Duchownym w Łomży. Święcenia kapłańskie przyjął 7 lipca 1957. Rok później rozpoczął studia doktoranckie w zakresie prawa kanonicznego na Wydziale Prawa Kanonicznego Katolickiego Uniwersytetu Lubelskiego. Doktorat pt. Powstanie i organizacja polskiej prowincji kapucynów w latach 1681–1784 obronił 24 listopada 1962. Promotorem jego rozprawy był ks. prof. Aleksy Petrani.
W strukturach zakonnych pełnił funkcje m.in. prowincjalnego prefekta studiów, definitora prowincjalnego, a w latach 1971–1976 prowincjała prowincji warszawskiej.
W Kurii Metropolitalnej Warszawskiej był referentem ds. kanonizacyjnych, kierował także kurialnym Wydziałem Instytutów Życia Konsekrowanego i Stowarzyszeń Życia Apostolskiego. Od 1962 był promotorem sprawiedliwości, a od 1969 obrońcą węzła małżeńskiego w Sądzie Metropolitalnym Warszawskim.
Od 1966 był czynnie zaangażowany w procesy beatyfikacyjne i kanonizacyjne polskich błogosławionych i świętych Kościoła katolickiego. Był wicepostulatorem w procesach m.in. kard. Stefana Wyszyńskiego, ks. Jerzego Popiełuszki, br. Honorata Koźmińskiego, 108 męczenników II wojny światowej.

## Nagrody i odznaczenia
W 2017 Rada Gminy Potworów nadała mu tytuł Honorowego Obywatela Potworowa.
11 listopada 2023 w uznaniu wybitnych osiągnięć w pracy duszpasterskiej, za szczególne zaangażowanie w procesach beatyfikacyjnych i kultywowanie pamięci o polskich błogosławionych Prezydent Rzeczypospolitej Polskiej Andrzej Duda odznaczył go Krzyżem Komandorskim z Gwiazdą Orderu Odrodzenia Polski.
Został także odznaczony medalem papieskim Pro Ecclesia et Pontifice.

## Wybrane publikacje
- Bartoszewski G., Reguła i życie Braci i Sióstr Trzeciego Zakonu Regularnego: tekst, komentarz, historia, Wydawnictwo Ojców Kapucynów, Warszawa, 1992, ISBN 83-85037-55-1.
- Bartoszewski G., Bł. Honorat Koźmiński: założyciel licznych Zgromadzeń zakonnych, patron zawierzenia i wytrwania, Instytut Teologiczny Księży Misjonarzy, Kraków, 1993, ISBN 83-86715-43-X.
- Bartoszewski G., Błogosławiona siostra Maria Teresa Kowalska, Wydawnictwo Duszpasterstwa Rolników, Włocławek, 2001, ISBN 83-88743-09-0.
- Bartoszewski G., Mamy najcudowniejszy Obraz: kult Matki Bożej Częstochowskiej w życiu i działalności apostolskiej bł. Honorata Koźmińskiego, Instytut bł. Honorata Koźmińskiego, Warszawa, 2006, ISBN 83-87229-36-9.
- Bartoszewski G. (red.), Święci są wśród nas, Oficyna Wydawniczo-Poligraficzna "Adam", Warszawa, 2012, ISBN 978-83-7821-002-3.